# معاملة المثليين في الأمم المتحدة
|  | دعم                          | الدول التي وقعت على إعلان الجمعية العامة لحقوق المثليين و / أو دعمت مجلس حقوق الإنسان لعام 2011 قرار بشأن حقوق المثليين (96 عضوا). |
|  | معارض                        | الدول التي وقعت في 2008 على بيان يعارض حقوق المثليين (في البداية 57 عضوا، والآن 54 عضوا).                                          |
|  | لا هذا و لا ذاك              | الدول التي فيما يتعلق بالأمم المتحدة لم تعرب أي دعم رسمي ولا معارضة لحقوق المثليين (44 عضوا).                                      |
|  | غير الأعضاء في الأمم المتحدة | الدول التي هي أعضاء غير الامم المتحدة (14 أعضاء من خارج الأمم المتحدة).                                                            |

تركزت أساسا مناقشات حقوق المثليين في الأمم المتحدة على القرارات في الجمعية العامة للأمم المتحدة ومجلس حقوق الإنسان فيما يتعلق بالموضوع. منذ تأسيسها في عام 1945 لم تناقش الأمم المتحدة حقوق المثليين (فيما يتعلق بالمساواة بغض النظر عن التوجه الجنسي أو الهوية الجندرية) حتى شهر ديسمبر من عام 2008، حينما قدمت مبادرة هولندية/فرنسية مدعومة ببيان من الاتحاد الأوروبي يدعم فيه حقوق المثليين إلى الجمعية العامة. والبيان، من المفترض أن يتم اعتماده باعتباره القرار، دفع ببيان معارضة من قبل جامعة الدول العربية. لا تزال كل من البيانات مفتوحة للتوقيع، ولم يقم أي منهما باعتماده بصفة رسمية من قبل الجمعية العامة.
في 17 يونيو 2011، بدأت جنوب أفريقيا قرارا في مجلس حقوق الإنسان، تطلب فيه من المفوضية السامية للأمم المتحدة لحقوق الإنسان إعداد تقرير حول أوضاع الأشخاص المثليين في جميع أنحاء العالم لمتابعة وتنفيذ إعلان وبرنامج عمل فيينا. مرر القرار من 23 إلى 19 مع امتناع ثلاثة بوركينا فاسو الصين وزامبيا. وكان هذا أول قرار وأشاد ب«تاريخيته».
دارت الكثير من المناقشات حول حقوق المثليين في الأمم المتحدة، وشملت العديد من القرارات والمناقشات والبيانات المشتركة في الجمعية العامة للأمم المتحدة ومجلس الأمم المتحدة لحقوق الإنسان -مجلس حقوق الإنسان- والاهتمام بآليات حقوق الإنسان، التي يمثلها الخبراء في هذا الجانب مثل هيئات معاهد الأمم المتحدة والهيئات الخاصة، وأيضًا وكالات الأمم المتحدة.
منذ تأسيسها سنة 1945، لم تناقش الأمم المتحدة حقوق المثليين -فيما يتعلق بالمساواة، بصرف النظر عن التوجه الجنسي أو الهوية الجنسية- حتى 1994، من خلال القرار الإيجابي لقضية تونين ضد أستراليا من لجنة حقوق الإنسان التابعة للأمم المتحدة، التي فرضت أن العهد الدولي الخاص بالحقوق المدنية والسياسية، الذي نص على أن القوانين ضد المثلية تشكل انتهاكًا لحقوق الإنسان.
في سبتمبر 1995، أصبح التوجه الجنسي موضوعًا للنقاش في المفاوضات حول مشروع عمل بيجين، وذلك في المؤتمر العالمي الرابع للمرأة. في حين أُسقطت اللغة المقترحة حول «التوجه الجنسي» من النص، كانت هذه هي المرة الأولى التي تتخذ فيها الحكومات موقفًا عامًا وصريحًا مع أو ضد إدراج التوجه الجنسي والاعتراف به جزءًا من حق المرأة في التحكم في حياتها الجنسية.
إضافةً إلى ذلك، أصبحت بيفرلي باليسا دتسي أول شخص يخاطب الأمم المتحدة صراحةً حول قضايا المثليين والمثليات ومزدوجي الميل الجنسي ومغايري الهوية الجنسية، مطالبةً الدول باعتماد قرارات تعترف بالتنوع الجنسي.
وفي ديسمبر 2006، توسعت المناقشات لتشمل فيما بعد الهوية الجنسية، إذ قدمت النرويج بيانًا مشتركًا حول انتهاكات حقوق الإنسان على أساس التوجه الجنسي والهوية الجنسية إلى لجنة حقوق الإنسان بالنيابة عن 54 دولة. وفي ديسمبر 2008، قدمت الأرجنتين إلى الجمعية العامة بيانًا مشتركًا بالنيابة عن 66 دولة. وقد أدى بيان 2008، لدعم حقوق المثليين في الجمعية العامة إلى إصدار بيان مدعوم من جامعة الدول العربية ومنظمة التعاون الإسلامي يعارض حقوق المثليين، وما زال كلا البيانين مفتوحًا للتوقيع ولم تعتمد الجمعية العامة رسميًا أيًا منهما.
وفي 17 يونيو 2011، قادت جنوب إفريقيا قرارًا في مجلس حقوق الإنسان يطالب مفوضية الأمم المتحدة السامية لحقوق الإنسان (OHCHR) بعمل تقرير «يوثق القوانين والممارسات التمييزية وأعمال العنف ضد الأفراد على أساس ميولهم وهويتهم الجنسية»، لمتابعة تنفيذ إعلان وبرنامج عمل فيينا، وتم تمرير هذا القرار بأغلبية 23 صوتًا مقابل 19 صوتًا وامتنع 3 أعضاء عن التصويت، وكان أول قرار يدعم هذا التوجه وُوصف بالتاريخي.
وثق التقرير الذي صدر في ديسمبر 2011، انتهاكات حقوق الإنسان على أساس التوجه الجنسي والهوية الجنسية، مثل جرائم الكراهية وتجريم المثلية الجنسية والتمييز. في 17 نوفمبر 2011، دعت المفوضة السامية نافي بيلاي إلى الموافقة على قوانين شاملة ضد التمييز على أساس التوجه الجنسي، والتحقيق الفوري وتسجيل حوادث جرائم الكراهية، وأيضًا إلغاء القوانين التي تجرم المثلية الجنسية وغيرها من التدابير التي تضمن حماية حقوق المثليين.
وفي يوليو 2014، أعلنت الأمم المتحدة -بوصفها جهة عمل- أنها ستقدم منافع متساوية للموظفين في الاتحادات من نفس الجنس الذين دخلوا في ولايات قضائية قانونية.
في سبتمبر 2014، قادت البرازيل وتشيلي وكولومبيا وأوروغواي قرار متابعة مجلس حقوق الإنسان، إذ تم تمرير هذا القرار بشأن «حقوق الإنسان والميول الجنسية والهوية الجنسية»، بهامش تصويت متزايد -25 إلى 14 وامتنع 7 عن التصويت- ما عكس الاتجاه إلى زيادة الدعم من الدول الأعضاء لمعالجة هذه القضايا على المستوى الدولي. وقد طُلب من مفوضية الأمم المتحدة السامية لحقوق الإنسان تحديث تقرير سنة 2011 «بهدف تبادل الممارسات الجديدة وسبل التغلب على العنف والتمييز وذلك بتطبيق القوانين والمعايير الدولية لحقوق الإنسان» ثم قُدم التحديث إلى مجلس حقوق الإنسان في يونيو 2015.
سنة 2016، أصدر مجلس حقوق الإنسان التابع للأمم المتحدة قرارًا بتعيين خبير مستقل لبحث أسباب العنف والتمييز ضد الأشخاص بسبب هويتهم الجنسية وميولهم الجنسية، ومناقشة الحكومات حول كيفية حماية هؤلاء، وقد عُدَّ هذا التفويض طويل الأمد القائم على المفوضية العليا للأمم المتحدة لحقوق الإنسان «التعبير الأكثر صراحةً للأمم المتحدة حول حقوق المثليين وحقوق الإنسان».
سنة 2016 أيضًا، أدان مجلس الأمن الدولي إطلاق النار في ملهى ليلي في أورلاندو، في هذا البيان استخدم مجلس الأمن للمرة الأولى لغةً تعترف بالعنف الذي يستهدف مجتمع المثليين.
إن العلاقات بين الأشخاص من نفس الجنس غير قانونية في 72 دولة ويعاقب عليها بالإعدام في ثمانية دول. في ثمانينيات القرن الماضي، أشارت تقارير الأمم المتحدة المبكرة إلى فيروس نقص المناعة المكتسبة/الإيدز، وقد أشار هذا الوباء إلى المثلية الجنسية. تضمن مؤشر حرية الإنسان سنة 1986، عند الحكم على سجل حقوق الإنسان لكل دولة، طرح سؤال محدد فيما يتعلق بوجود قوانين جنائية ضد المثلية الجنسية.
أعلنت لجنة حقوق الإنسان التابعة للأمم المتحدة، المسؤولة عن العهد الدولي الخاص بالحقوق المدنية والسياسية (ICCPR) في قرارها الصادر سنة 1994 في قضية تونين ضد أستراليا، أن القوانين التي تجرم العلاقات المثلية بالتراضي بين البالغين تنتهك قوانين حقوق الإنسان الدولية.
سنة 2003، قدمت البرازيل قرارًا إلى لجنة الأمم المتحدة لحقوق الإنسان يقول إن حقوق الإنسان تنطبق على جميع البشر بغض النظر عن الميول الجنسية، وتأجل القرار إلى أجل غير مسمى، وبعد ذلك أوقفت اللجنة عندما استُبدلت الأمم المتحدة بمجلس حقوق الإنسان منذ 2008، وافقت الدول الـ 34 الأعضاء في منظمة الدول الأمريكية بالإجماع على سلسلة من القرارات التي تؤكد أن حماية حقوق الإنسان تمتد إلى التوجه الجنسي والهوية الجندرية.
سنة 2000، أدرجت الجمعية العامة للأمم المتحدة الإشارة إلى الميول الجنسية في قراراتها بشأن الإعدام خارج نطاق القضاء والإعدام التعسفي كما فعلت لجنة حقوق الإنسان السابقة. وقد تناولت الأخيرة استخدام عقوبة الإعدام للعلاقات الجنسية بين البالغين بالتراضي في قراراتها السنوية بشأن عقوبة الإعدام بين سنتي 2002 و2005. وفي السنوات الأخيرة شمل قرار الجمعية العامة بشأن عمليات الإعدام للهوية الجنسية شكلًا من أشكال الحماية.

## خلفية
| المثلية الجنسية مجرَّمة عقوبة صغيرة عقوبة كبيرة السجن المؤبد عقوبة الإعدام | المثلية الجنسية قانونية الزواج المثلي مسموح الارتباط المثلي مسموح الزواج المثلي الأجنبي يُعترف به الزواج المثلي غير مسموح |

تعتبر العلاقات المثلية غير قانونية حاليًا في 72 بلدًا ويعاقَب عليها بالإعدام في ثمانية بلدان.
في الثمانينيات، أشارت الأمم المتحدة إلى المثلية الجنسية في تقاريرها المبكرة المتعلقة بوباء فيروس نقص المناعة البشرية/الإيدز.
في قرارها الصادر عام 1994 في قضية تونين ضد أستراليا، أعلنت لجنة الأمم المتحدة لحقوق الإنسان – المسؤولة عن العهد الدولي الخاص بالحقوق المدنية والسياسية – أن القوانين التي تجرم العلاقات الجنسية المثلية الرضائية بين البالغين تنتهك القانون الدولي لحقوق الإنسان.
في عام 2003، قدمت البرازيل قرارًا للجنة الأمم المتحدة لحقوق الإنسان، يشدد على أن حقوق الإنسان تنطبق على كل البشر بصرف النظر عن ميولهم الجنسية. أرجئ القرار إلى أجل غير مسمى (وتوقفت اللجنة نفسها في عام 2006 حين استبدلتها الأمم المتحدة بمجلس حقوق الإنسان). ومنذ عام 2008، وافقت الدول الأعضاء في منظمة الدول الأمريكية، وهي 34 دولة، بالإجماع على سلسلة من القرارات التي أكدت أن حماية حقوق الإنسان تشمل التوجه الجنسي والهوية الجندرية. ومنذ عام 2000، أدرجت الجمعية العامة للأمم المتحدة إشارة إلى التوجه الجنسي في قراراتها التي تصدر كل سنتين المتعلقة بالقتل خارج نطاق القضاء والإعدام بإجراءات موجزة والإعدام التعسفي، وفعلت لجنة حقوق الإنسان السابقة الأمر نفسه. تناولت لجنة حقوق الإنسان استخدام عقوبة الإعدام للعلاقات الجنسية الرضائية بين البالغين في قراراتها السنوية بشأن عقوبة الإعدام بين عامي 2002 و2005.
في السنوات الأخيرة، شمل قرار الجمعية العامة المتعلق بعمليات الإعدام أيضًا الهوية الجندرية ليمثل بذلك أساسًا للحماية.

## بيانات مشتركة
قدمت سلسلة من البيانات المشتركة المتعلقة بالتوجه الجنسي والهوية الجندرية بين الدول الأعضاء في الجمعية العامة للأمم المتحدة ومجلس حقوق الإنسان بين عامي 2006 و2011 دليلًا على زيادة الدعم لهذه القضايا من قبل الدول الأعضاء في الأمم المتحدة.
بعد اجتماعات بين زعيم المناصرة الدولية لويس جورج تين ووزيرة حقوق الإنسان والشؤون الخارجية الفرنسية راما ياد في أوائل عام 2008، أعلنت ياد أنها ستناشد الأمم المتحدة طالبةً إلغاء تجريم المثلية الجنسية عالميًا. وسرعان ما أصبحت هذه الدعوة محور اهتمام دولي. بمشاركة فرنسا (التي كانت تتولى الرئاسة الدورية للاتحاد الأوروبي) وهولندا نيابة عن الاتحاد الأوروبي، أُريد للإعلان أن يصبح قرارًا؛ تقرر إبقاؤه إعلانًا من قبل مجموعة من الدول نظرًا لعدم وجود تأييد يكفي لتعتمده الجمعية العامة بصفة قرار رسمي. وتلا الإعلان في محضر الجمعية العامة السفير خورخي أرغويلو، ممثل الأرجنتين، في 18 ديسمبر 2008- وهو الإعلان الأول المتعلق بحقوق المثليين الذي يقرأ في الجمعية العامة. ويتضمن البيان إدانة للعنف والتحرش والتمييز والإقصاء والوصم والتحامل على أساس التوجه الجنسي والهوية الجندرية والتي تقوض السلامة الشخصية والكرامة. يدين البيان أيضًا عمليات القتل والإعدام والتعذيب والاعتقال التعسفي والحرمان من الحقوق الاقتصادية والاجتماعية والثقافية على هذه الأسس. ويؤكد: «نسترجع بيان 2006 الذي شارك فيه أربعة وخمسون بلدًا أمام مجلس حقوق الإنسان والذي طلب من رئيس المجلس أن يتيح فرصة، في دورة مقبلة مناسبة للمجلس، لمناقشة هذه الانتهاكات». يضيف التقرير: «إننا نشيد بالاهتمام الذي أولته الإجراءات الخاصة لمجلس حقوق الإنسان والهيئات المنشأة بمعاهدات، ونشجعها على دمج انتهاكات حقوق الإنسان على أساس الميل الجنسي والهوية الجندرية في تفويضها ذي الصلة»، مشيرًا إلى مبادئ يوغياكارتا، التي تقدم تعريفات تفصيلية عن التوجه الجنسي والهوية الجندرية باعتبارها وثيقة عن القانون الدولي لحقوق الإنسان.

### الدعم
أشار عدد من المتحدثين في مؤتمر بشأن الإعلان إلى أن القوانين المتعلقة بالمثلية الجنسية تنبع في كثير من البلدان من الماضي الاستعماري البريطاني بقدر ما تنبع من أسباب دينية أو تقاليد مزعومة. وفي حديثها عن دعم فرنسا لمشروع الإعلان، تساءلت راما ياد: «كيف يمكننا أن نتسامح مع حقيقة أن الناس يتعرضون للرجم والشنق وقطع الرأس والتعذيب فقط بسبب ميولهم الجنسية؟» وقال الناشط المقيم في المملكة المتحدة بيتر تاتشيل عن الإعلان:
«كان هذا حدثًا تاريخيًا... إن تأمين هذا البيان في الأمم المتحدة ما هو إلا نتيجة لجهد عالمي جماعي ملهم بذله الكثيرون من مجتمع الميم ومنظمات حقوق الإنسان. وحقق لنا تعاوننا ووحدتنا وتضامننا هذا النجاح. بالإضافة إلى منظمة أيداهو، أشيد بمساهمة منظمة العفو الدولية وممارسة الضغط بشأنها؛ وإلى منظمة العفو الدولية، إيه آر سي الدولية; مركز القيادة العالمية للمرأة؛ سي أو سي هولندا؛ الحقوق العالمية؛ هيومن رايتس ووتش؛ اللجنة الدولية لأيداهو (اليوم العالمي لمناهضة رهاب المثلية الجنسية)؛ اللجنة الدولية لحقوق الإنسان للمثليين والمثليات؛ الرابطة الدولية للمثليات والمثليين؛ الخدمة الدولية لحقوق الإنسان؛ بان أفريكا آي إل جي إيه; الخدمات العامة الدولية».

#### الموقعون
رعت 96 دولة عضو في الأمم المتحدة الإعلان لدعم حقوق المثليات والمثليين ومزدوجي الميل الجنسي ومغايري الهوية الجندرية في الجمعية العامة، أو في مجلس حقوق الإنسان التابع للأمم المتحدة، أو في كليهما.
| أفريقيا - الرأس الأخضر - جمهورية أفريقيا الوسطى - الغابون - غينيا بيساو - موريشيوس - رواندا (كانت معارضة في السابق) - ساو تومي وبرينسيب - سيشل - سيراليون (كانت معارضة في السابق) - جنوب أفريقيا (مبادرة) الأمريكتان - الأرجنتين - باهاماس - بوليفيا - البرازيل - كندا - تشيلي - كولومبيا (مبادرة) - كوستاريكا - كوبا - دومينيكا - جمهورية الدومنيكان - الإكوادور - السلفادور | - غواتيمالا - هندوراس - المكسيك - نيكاراغوا - بنما - باراغواي - بيرو - الولايات المتحدة (مبادرة) - الأوروغواي - فنزويلا آسيا - إسرائيل - اليابان - منغوليا - نيبال - الفلبين - كوريا الجنوبية - تايلاند - تيمور الشرقية - تركيا - فيتنام أوروبا - ألبانيا - أندورا - أرمينيا - النمسا - بلجيكا | - البوسنة والهرسك - بلغاريا - كرواتيا - قبرص - جمهورية التشيك - الدنمارك - إستونيا - فنلندا - فرنسا (مبادرة) - جورجيا - ألمانيا - اليونان - المجر - آيسلندا - جمهورية أيرلندا - إيطاليا - لاتفيا - ليختنشتاين - ليتوانيا - لوكسمبورغ - مالطا - مولدوفا - موناكو - الجبل الأسود - هولندا (مبادرة) - مقدونيا الشمالية - النرويج | - بولندا - البرتغال - رومانيا - سان مارينو - صربيا - سلوفاكيا - سلوفينيا (مبادرة) - إسبانيا - السويد - سويسرا - أوكرانيا - المملكة المتحدة أوقيانوسيا - أستراليا - ولايات ميكرونيسيا المتحدة - فيجي (كانت معارضة في السابق) - جزر مارشال - ناورو - نيوزيلندا - بالاو - ساموا - توفالو - فانواتو |

### المعارضة
كان من أوائل المعربين عن معارضتهم الإعلان، في أوائل ديسمبر 2008، المراقب الدائم للكرسي الرسولي في الأمم المتحدة، رئيس الأساقفة سيليستينو ميغليوري، الذي ادعى أن الإعلان يمكن استخدامه لإجبار البلدان على الاعتراف بزواج المثليين: «إذا جرى تبنيه، فإنه سيخلق تمييزًا جديدًا وعنيدًا. فمثلًا، سيُحط من قدر الدول التي لا تعترف بالاقتران بين المثليين على أنه «زواج» وستصبح عرضة للضغط». ويتعلق جزء رئيسي من معارضة الفاتيكان لمشروع الإعلان بمفهوم الهوية الجندرية. وفي بيان صدر يوم 19 ديسمبر، أشار رئيس الأساقفة ميغليوري: «بشكل خاص، لا تلقى فئتا «التوجه الجنسي» و «الهوية الجندرية»، المستخدمتان في النص، أي اعتراف أو تعريف واضح ومتفق عليه في القانون الدولي. وإذا كان لا بد من أخذها في الاعتبار عند إعلان الحقوق الأساسية وتنفيذها، فإن ذلك سيخلق حالة خطيرة من عدم اليقين في القانون، فضلًا عن تقويض قدرة الدول على الدخول في اتفاقيات ومعايير جديدة أو قائمة متعلقة بحقوق الإنسان، وإنفاذها». أوضح رئيس الأساقفة ميغليوري أيضًا معارضة الفاتيكان للتمييز القانوني ضد المثليين جنسيًا: «يواصل الكرسي الرسولي الدعوة إلى تجنب أي علامة تمييز ظالم ضد المثليين جنسيًا ويحث الدول على إلغاء العقوبات الجنائية ضدهم». في رد صحفي، وصفت صحيفة لاستامبا الإيطالية منطق الفاتيكان بأنه «متناقض»، مدعية أن الفاتيكان يخشى «سلسلة من ردود الفعل لصالح الاعتراف بالزيجات المثلية في بلدان لا يوجد فيها تشريع حالي، كإيطاليا».
عارضت الولايات المتحدة اعتماد الإجراء غير الملزم، مستشهدة بتعارضه مع القانون الأمريكي، وفعلت روسيا والصين والكرسي الرسولي وأعضاء منظمة التعاون الإسلامي الأمر نفسه.
غيرت إدارة أوباما موقف الولايات المتحدة لصالح دعم هذا الإجراء في فبراير 2009. وقرأ الممثل السوري في الجمعية العامة بيانًا بديلًا، أيدته 57 دولة عضوًا، رفض البيان الذي تقوده منظمة المؤتمر الإسلامي فكرة أن التوجه الجنسي هو مسألة ترميز وراثي وادعى أن الإعلان يهدد بتقويض الإطار الدولي لحقوق الإنسان، مضيفًا أن البيان «يتعمق في مسائل تقع أساسًا ضمن الولاية المحلية للدول» ويمكن أن يؤدي إلى «التطبيع الاجتماعي، وربما إضفاء الشرعية، على الكثير من الأعمال المؤسفة بما في ذلك الميل الجنسي نحو الأطفال».
فشلت منظمة المؤتمر الإسلامي في محاولة لحذف عبارة «التوجه الجنسي» من قرار رسمي تدعمه السويد يدين عمليات الإعدام بإجراءات موجزة. ورغم إزالة العبارة (بنتيجة 79 صوتًا مقابل 70) استُرجعت العبارة حديثًا (بأغلبية 93 صوتًا مقابل 55).